# Pink Ribbon
Pink Ribbon – turniej snookera pro–am w którym mogli brać udział zarówno amatorzy jak i zawodowcy, który pierwotnie odbywał się w The Capital Venue (South West Snooker Academy) w Gloucester w Anglii. Pierwszy raz odbył się w 2010 i miał na celu zbieranie funduszy na cele charytatywne związane z rakiem piersi. Wszyscy zawodnicy wystąpiły w różowych koszulkach, aby okazać wsparcie. Ostatnim mistrzem pierwszej serii był Stuart Bingham.
Hala widowiskowa Capital Venue została zamknięta w 2019 roku. Przez następne 5 lat turniej nie odbywał się.
Jednak w maju 2024 ogłoszono, że w tym samym roku odbędzie się kolejne wydarzenie Pink Ribbon, podczas którego zbierane będą pieniądze na rzecz tej samej organizacji charytatywnej. Wszyscy zawodnicy ponownie wystąpili w różowych koszulkach. Odbyło się ono w lipcu w Walsall, a tytuł zdobył Oliver Lines.

## Zwycięzcy
| Rok                  | Zwycięzca            | Przegrany            | Wynik                | Sezon                |
| Pink Ribbon (pro-am) | Pink Ribbon (pro-am) | Pink Ribbon (pro-am) | Pink Ribbon (pro-am) | Pink Ribbon (pro-am) |
| -------------------- | -------------------- | -------------------- | -------------------- | -------------------- |
| 2010                 | Michael Holt         | Jimmy White          | 6–5                  | 2010/11              |
| 2011                 | Mark Joyce           | Michael Holt         | 4–0                  | 2011/12              |
| 2012                 | Stuart Bingham       | Peter Lines          | 4–0                  | 2012/13              |
| 2013                 | Joe Perry            | Barry Hawkins        | 4–3                  | 2013/14              |
| 2014                 | Peter Lines          | Lee Walker           | 4–1                  | 2014/15              |
| 2015                 | Ronnie O’Sullivan    | Darryn Walker        | 4–2                  | 2015/16              |
| 2016                 | Jamie Jones          | David Grace          | 4–3                  | 2016/17              |
| 2017                 | Robert Milkins       | Rob James            | 4–2                  | 2017/18              |
| 2018                 | Andrew Norman        | Harvey Chandler      | 4–2                  | 2018/19              |
| 2019                 | Stuart Bingham       | Mark Allen           | 4–3                  | 2019/20              |
| 2024                 | Oliver Lines         | Elliot Slessor       | 4–3                  | 2024/25              |